# Caribéu
Caribéu é um prato típico do Pantanal sul-mato-grossense. Trata-se de um guisado de carne com mandioca. O prato tem origem indígena, tendo sido feito inicialmente pelos terenas.